# Prosimulium frontatum
Prosimulium frontatum är en tvåvingeart som beskrevs av Terteryan 1956. Prosimulium frontatum ingår i släktet Prosimulium och familjen knott. Inga underarter finns listade i Catalogue of Life.